# Taddeo Landini
Taddeo Landini fue un arquitecto y escultor del Renacimiento italiano , nacido hacia 1550 en Florencia y fallecido el 13 de marzo de 1596 en  Roma.

## Datos biográficos

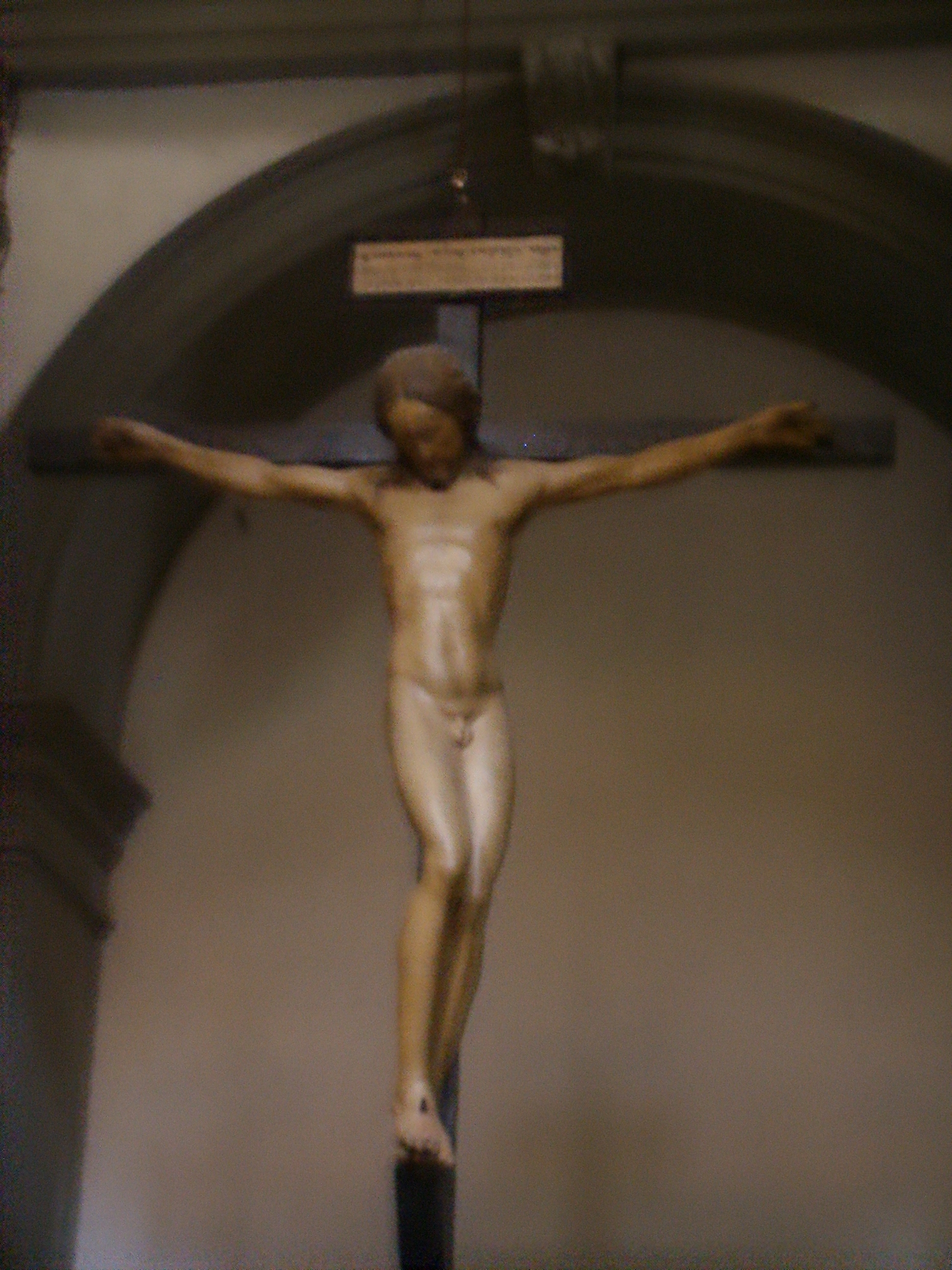
Crucifijo de Miguel Ángel.

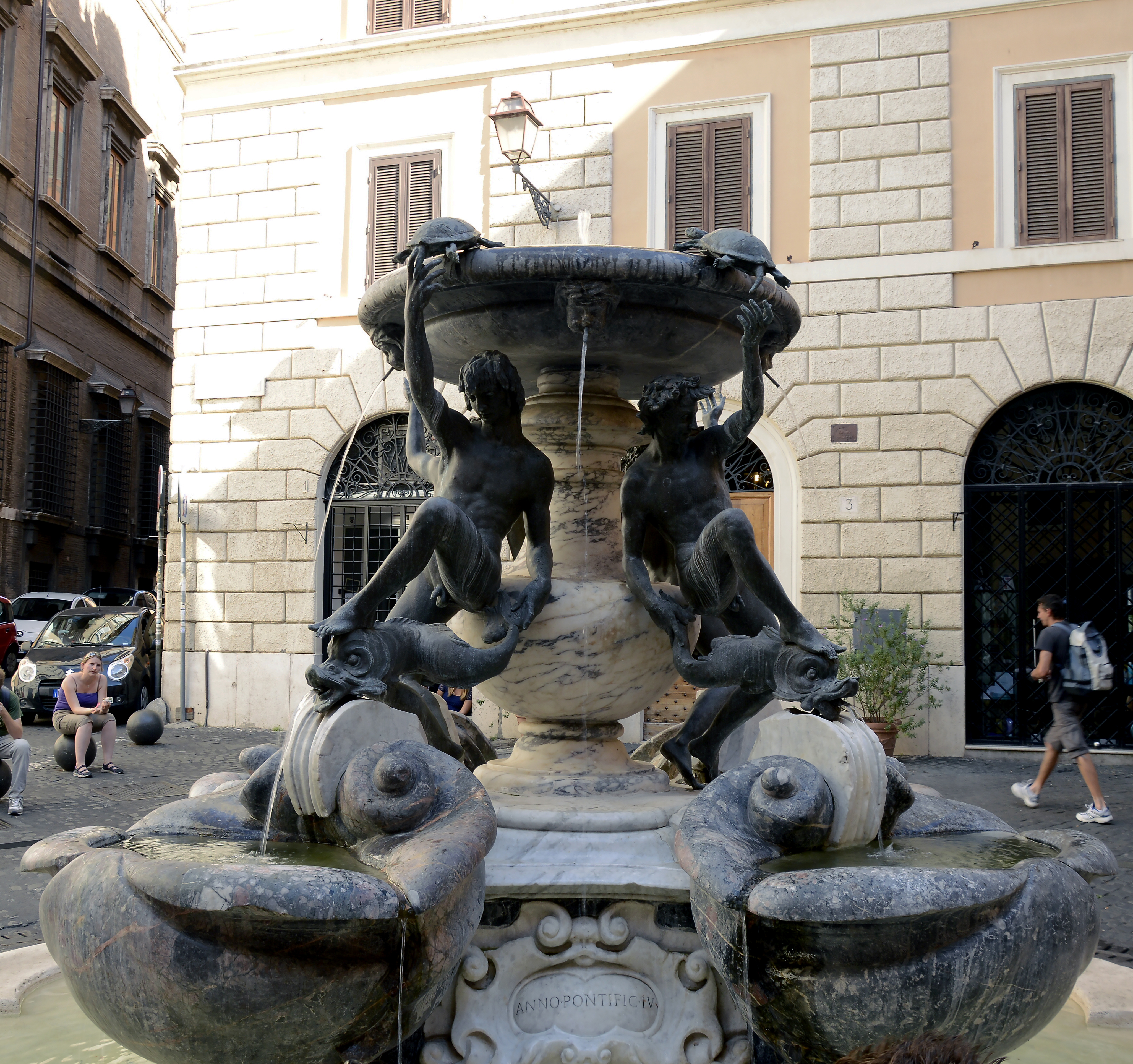
Fuente de las Tortugas.

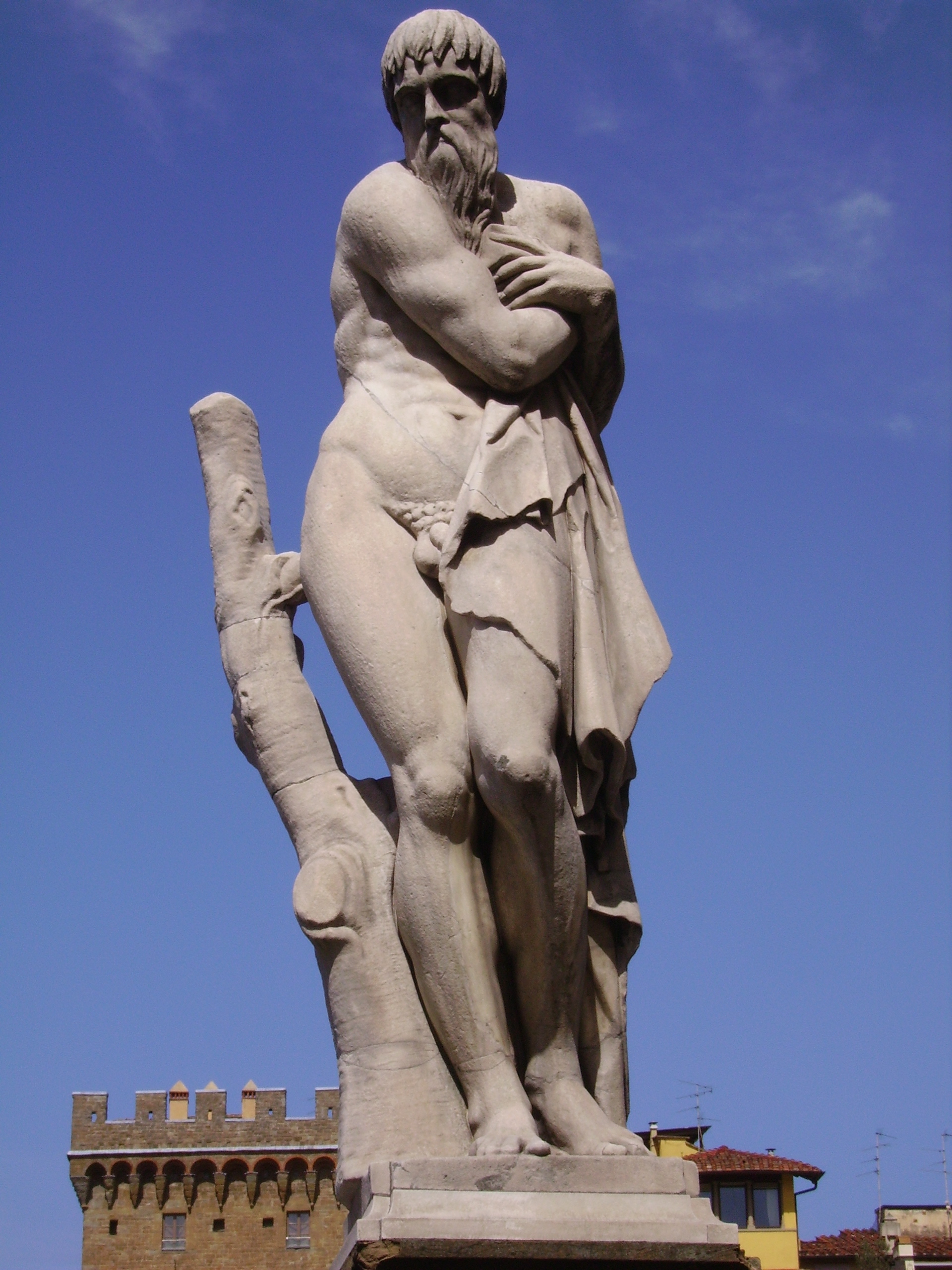
El Invierno.

De formación típicamente toscana, llevó a Roma el modelo de la fuente pública de Florencia.
A comienzos de la década de 1580 , esculpió una copia del Cristo Resucitado de Miguel Ángel para la Basílica del Santo Spirito en Florencia . En 1585 completó una estatua sedente de bronce dorado del Papa Sixto V (hoy destruida). Landini es el autor además de los bustos del Papa Gregorio XIII y de Sixto V, conservados en el Museo Bode en Berlín. 
Hoy en día, sus obra más famosa son:
- la llamada Fuente de las Tortugas en la Piazza Mattei de Roma, de la que realizó las figuras en bronce de los cuatro jóvenes.
- El Invierno, figura en piedra del Puente de la Santa Trinidad en Florencia.[2]
- Niño sobre un delfín, bronce en el Rijksmuseum de  Ámsterdam.[3]

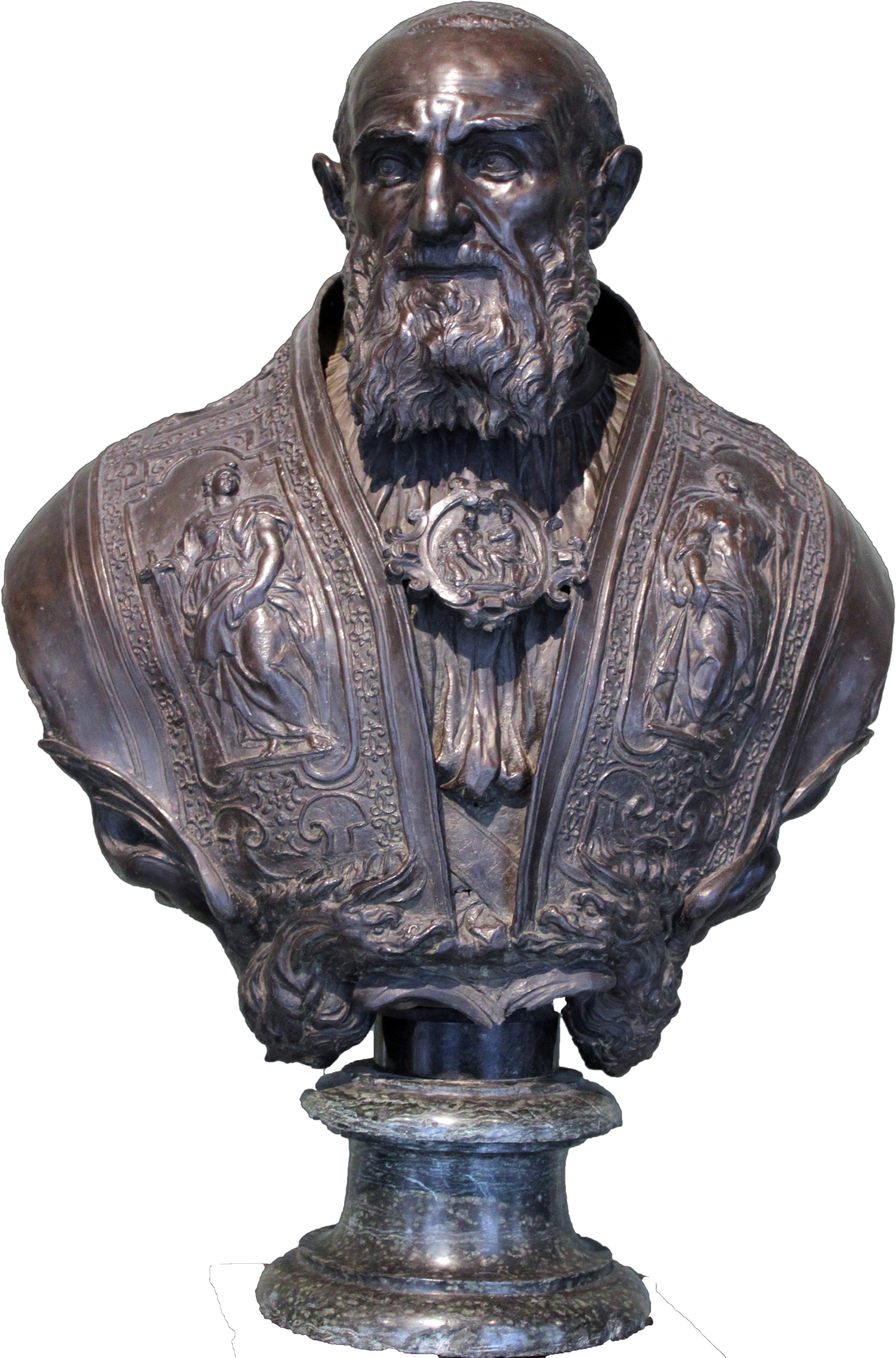
Busto de Gregorio XIII.
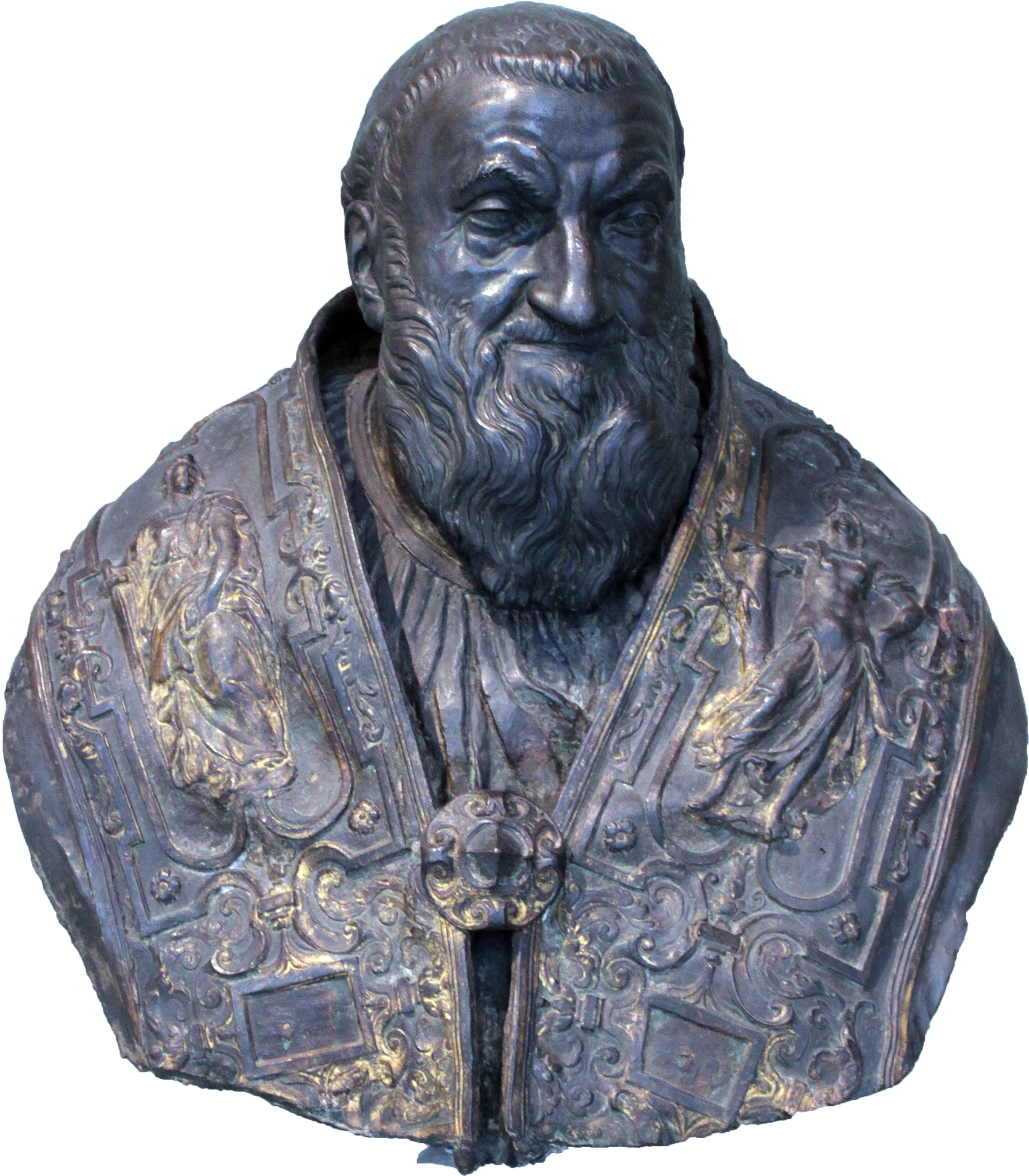
Busto de Sixto V 1585-1590